# 臨床教育学
臨床教育学（りんしょうきょういくがく）は、教育学のひとつの研究分野である。

## 概要
他の教育方法学、教育心理学、教育行政学などと異なり、臨床教育学は、教育の理論と実践の中でこれを研究するという特定の対象によって、その性格付けを得ているものではない。むしろ、教育事象や言説、つまり教育の現場で教え、学びが展開されているその現場を見つめ、それを考察し、語る姿勢や語り方を従来のカリキュラム、おきまりの授業の展開といった既存の尺度からではなく、よりその現象に近づいていくということを考えようという手法で、哲学的、心理学的といった学問領域の枠を超えて、ということもあり得るとする。そのアプローチの仕方にはいくつかのタイプがあり、教育心理学、もしくは臨床心理学を軸としたもの、すなわち、心の問題を中心に教育支援の臨床的なアプローチとして試みるものと、教育学の中核、もしくは根底にある人間をどう理解し、どう捉えるかという問いから教育の根幹問題に迫る教育人間学を基盤としたものなど、この学問の方向性は、未知数である。
さらに、たんに既成の教育理論を現場で検証するという一方向的な構えではなく、むしろ教育現場と我が身を分かち合い、そこから学習指導や生活指導における問いや理論を立ち上げ、教育や人間発達援助の問題を考えるという研究方法を、教育臨床学や臨床教科教育学などという学問名で意識する場合がある。また学校現場のさまざまな問い、いじめ、虐待、不登校、暴力などなどの事象を、臨床的だというような立場もある。

## 歴史
臨床教育学の歴史は非常に浅いものであるが、日本に初めて臨床教育学という講座が現れたのは1988年、京都大学教育学部においてである。大学院臨床教育学専攻として設置されたこの講座は臨床教育学、臨床人格心理学の大学講座を基幹、教育人間学と臨床心理学を協力講座とした独立専攻の講座である。本来はユトレヒト大学のM.J.ランゲフェルトに端を発する学問で、日本ではランゲフェルト著作の翻訳や紹介を数多く手がけている和田修二（当時京都大学）によって提唱され、河合隼雄（同）、皇紀夫（すめらぎのりお）（同、現大谷大学）などによって講義が為された。そのため、京都大学における臨床教育学はM・J・ランゲフェルトの流れを汲むものであると言える。
1996年に『臨床教育学入門』（河合隼雄）が岩波書店から出版されたが、これが日本で初めて出版された「臨床教育学」についての本である。続いて、皇・和田両名編著による『臨床教育学』(アカデミア出版会)が発行された。これは、京都大学における臨床教育学研究、ひいては日本国内における臨床教育学講座設置の経緯などを把握する上で重要な出版物である。その後、2002年に『臨床教育学序説』(柏書房)が刊行された。これは、日本教育学会課題研究委員会の研究活動を集約した書籍であり、草創期の学理上の探索が描かれている。
1996年の日本教育学会で臨床教育学をテーマにシンポジウムが開かれ、1999年には学会内部に新たな課題研究委員会が設置されるなど、臨床教育学に対する関心が高まった。しかし同時に「臨床」という言葉の独り歩きも多々あった。その背景には臨床心理学や臨床社会学の隆盛に見られたような「臨床ブーム」があったようである。その後、臨床教育学は肥大化し様々な教育研究が「臨床」を冠するようになった。
学術研究組織としては、武庫川女子大学の田中孝彦、北海道教育大学の庄井良信らを中心として、2011年3月に、教育臨床、心理臨床、福祉臨床を基礎とした総合的な人間発達援助学の探究を志向する日本臨床教育学会が発足し、機関誌「臨床教育学研究」を刊行している。教育哲学、教育人間学を基礎とする臨床教育人間学会は、京都大学の矢野智司、横浜国立大学の高橋勝らを中心に2001年から活動を始めている。日本以外ではカナダやフィンランドで臨床教育学と深く連携した研究活動が活発に行われている。

### 現状
現在、臨床教育学という名称は多様に用いられ、その学問の思想と方法を簡潔に言い表すことは困難である。日本において臨床教育学を名乗る講座が初めて現れたのは京都大学である。もとより臨床教育学という名称の学問は、オランダのマルティヌス・ヤン・ランゲフェルドによって提唱されたものであり、京都大学の臨床教育学はその流れを汲むものである。その後、1990年代に臨床教育学に対する関心は高まり、日本の大学に「臨床教育学」または「教育臨床」を名乗る講座や専攻が次々に設置されていった。しかし、それらは必ずしも学理上の共通理解の上に成り立っているとは言いがたかった。
大まかには、教育人間学的な方向の京都大学、心理・福祉・教育臨床的な方向の武庫川女子大学、学校臨床・地域臨床的な方向の北海道教育大学の臨床教育学研究が現在、日本における大きな流れである。大学院で、臨床教育学研究科があり、その専攻で博士の学位を与えているのは、武庫川女子大学のみである。
日本以外ではカナダやフィンランドなどで活発な研究が行われている。代表的な研究者としてはM・V・マーネン（Max van Manen、『生きられた経験の探究―人間科学がひらく感受性豊かな“教育”の世界』ゆみる出版、2011年の邦訳がある。その他、アルバータ大学のナラティブ・インクワイアリー、オウル大学のナラティブ・ラーニングと臨床教育学との国際的な共同研究が進められている。なお、発祥地の1つであるオランダでは、ランゲフェルト以降、それほど活発な研究は行われていないようである。

## 方法論
ここではランゲフェルトの流れを汲む臨床教育学の方法論について明らかにしたい。方法論としては主に解釈学や言語哲学が用いられる。従来の教育学は教育者のある「べき」姿や、教員養成のための学として成長してきたが、教育現象を意味づける学として観ると未熟であるという側面を持っている。そのような従来の教育学の弱点である「教育現象を解釈し意味づけ」を行うのが臨床教育学の役割の一つである。臨床教育学では特に教育世界における「問題」（不登校など）が手掛かりにされることが多い。「問題」とは、それを「問題化」している教育観によって語られるものであるが、そのような語りのコンテクストに差異を与え、「教育」に新たな意味を付与していくのが臨床教育学の立場である。臨床教育学は「問題」の予防や解決を目的としたものではない。

## 現在の課題
臨床教育学は「臨床ブーム」などの影響で多様化し、現在、様々な臨床教育学が存在する。そのため、前項の「臨床教育学の方法論」で述べた臨床教育学も一つの臨床教育学についてであって、全体の把握としては不十分なものである。なぜあえて「臨床」を名乗るのかについてはいずれの研究においても重要な課題である。従来の教育学から未分化のまま「臨床」を名乗ったとしてもそれは従来の教育学に言葉の上でのみ新鮮味を与えただけで終わってしまうし、臨床教育学の空洞化が拡大するだけである。